# Cășăria
Cășăria – wieś w Rumunii, w okręgu Neamț, w gminie Dobreni. W 2011 roku liczyła 247 mieszkańców.